# Désert (protestantisme)
Pour les articles homonymes, voir Désert (homonymie).

La croix huguenote

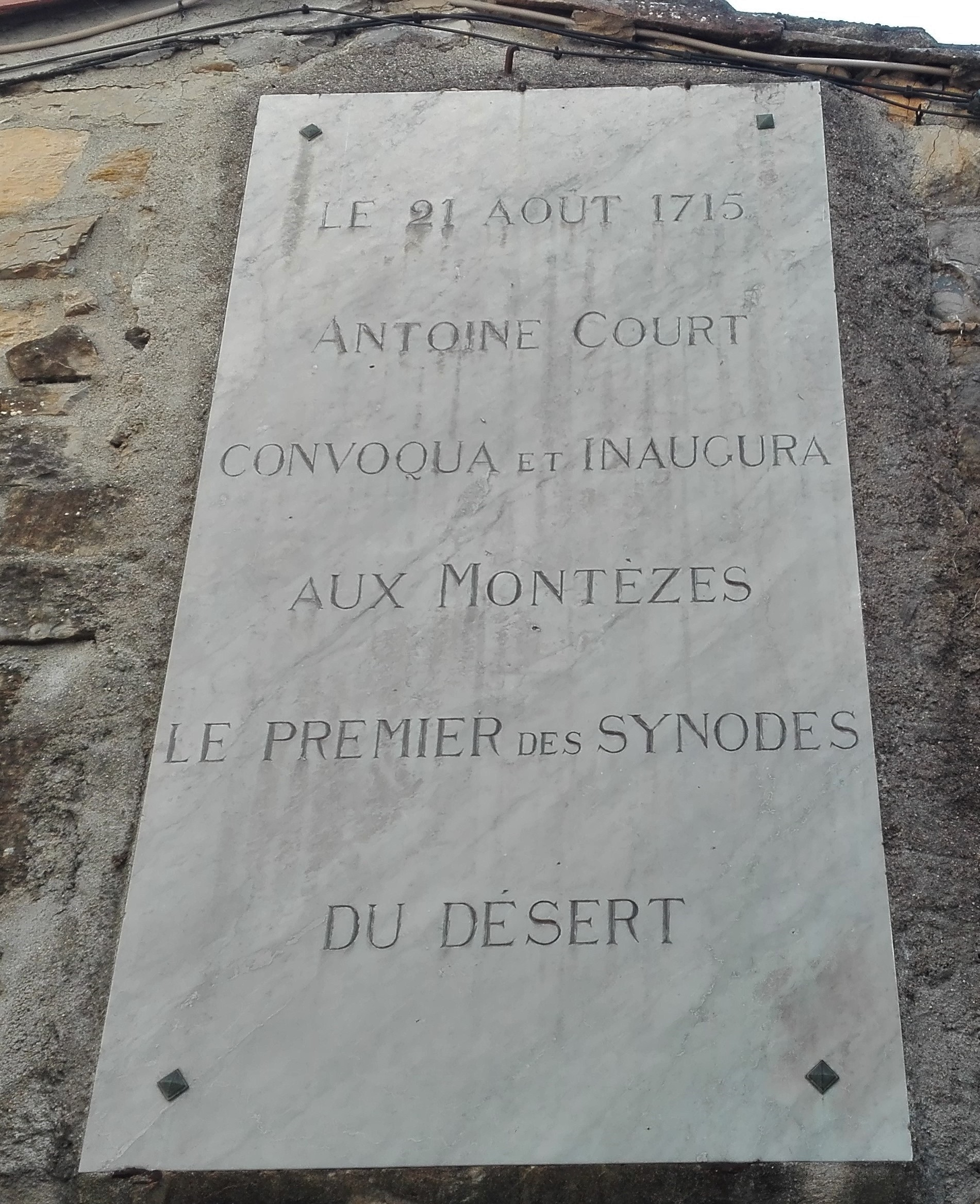
Plaque commémorative du premier synode du désert, dans le hameau des Montèzes, à Monoblet.

En référence à la traversée du désert de Moïse (et l’espoir de la terre promise), on désigne par désert la clandestinité des protestants restés en France pendant les persécutions religieuses, entre la révocation de l’édit de Nantes (1685) et l’édit de tolérance de Versailles (1787).
On parle ainsi des assemblées du désert, des baptêmes, mariages et sépultures du désert. Ils étaient effectués clandestinement.
On appelle également déserts les lieux écartés où se tenaient les assemblées.
Les registres du Désert, porteurs de noms de personnes pratiquant la « Religion prétendue réformée » (RPR), étaient itinérants comme les pasteurs qui les tenaient, et ne devaient pas tomber entre les mains des autorités civiles ou judiciaires. Beaucoup furent perdus, compliquant les recherches historiques ou généalogiques des familles protestantes.
On[Qui ?] distingue deux périodes :

## 1685-1715
La période est caractérisée par le départ forcé ou l’abjuration de tous les pasteurs, puis l’émergence des assemblées animées par des « prédicants », prédicateurs sans formation ni autre reconnaissance que celle des gens venus les écouter. La principale personnalité de ce premier Désert est l’avocat nîmois Claude Brousson, auteur des Lettres à l’Église de Dieu qui est sous la Croix invitant à se débrouiller sans pasteurs reconnus. La période s’achève, notamment en Vivarais et en Cévennes, avec des phénomènes extatiques ou charismatiques, et une révolte armée (les « Camisards ») unanimement condamnée par le reste du protestantisme, y compris français.

## 1715-1787

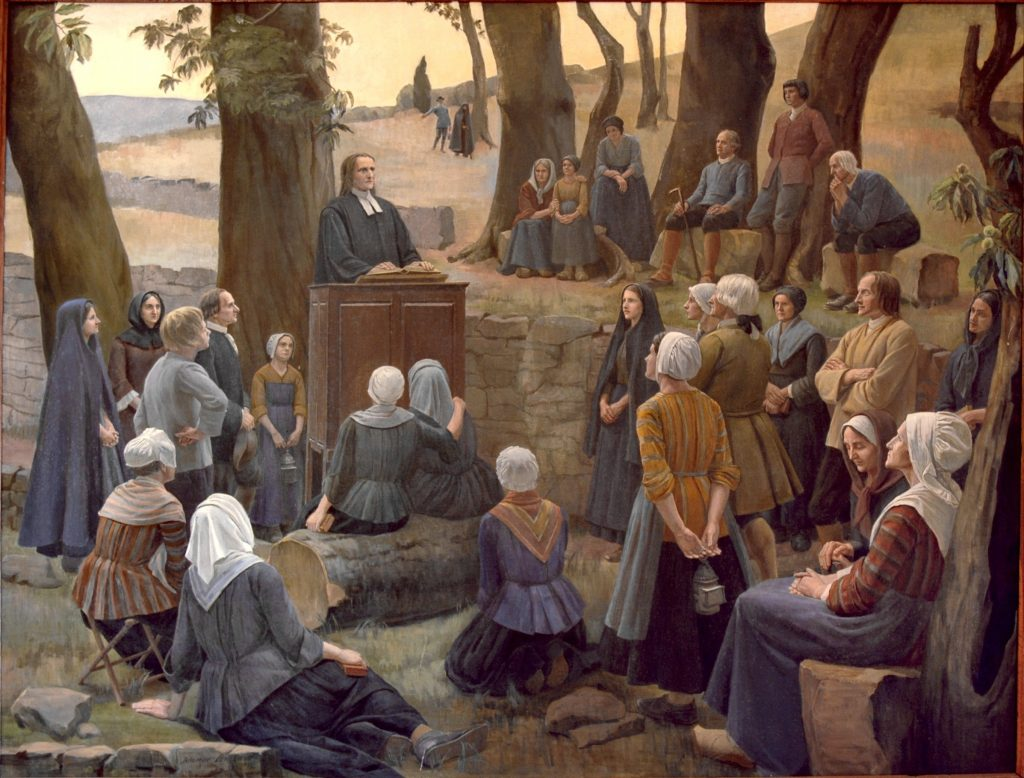
Assemblée au désert, toile de Jeanne Lombard (1934).

Les pasteurs reviennent clandestinement en France et assurent une continuité. Sous la direction d’Antoine Court dans le Languedoc a lieu le premier synode du désert, en 1715 aux Montèzes, sur l'actuelle commune de Monoblet : il s'agit alors de réglementer les assemblées du désert et de faire taire les « prophètes ».
En 1726 dans le Vivarais se tient le premier synode national, présidé par Jacques Roger. Il rejette, outre le prophétisme, la prédication par les femmes. Les consistoires sont placés sous l’autorité des pasteurs. Ceux-ci ont une courte formation au séminaire de Lausanne.
D'autres synodes auront lieu en 1727, 1730, 1744, 1748, 1756, 1758 et 1763.

## Commémoration
En 1910, Frank Puaux et Edmond Hugues créent le musée du Désert, établi dans la maison natale du chef camisard Pierre Laporte, surnommé Rolland. Situé au cœur des Basses Cévennes, au Mas Soubeyran, dans un hameau de la commune de Mialet à côté d’Anduze, il retrace cette période de l’histoire protestante française.
Aujourd’hui, en commémoration de cette période de l’histoire du protestantisme français, se tient annuellement l’assemblée du désert, au Mas Soubeyran.